# Sobediany
Sobediany – zwyczajowa nazwa części miasta Skierniewice leżącej w okolicach willi Sabediany. Dzielnica leży na części gruntów dawnej wsi Skierniewka Lewa; ciągnie się wzdłuż ul. Ludwika Waryńskiego w jej południowym biegu (dawniej ul. Sobediany) oraz po części wzdłuż ul. Sierakowickiej. Od południa ogranicza ją ul. Tadeusza Kościuszki oraz linia kolejowa; od północy Sobediany graniczą z Ławkami będącymi przed włączeniem do Skierniewic osadą młyńską. Nazwa Sobediany, wraz z sąsiednimi Ławkami zaczęła wychodzić z powszechnego użycia po 1951 roku, kiedy nazwę głównej ulicy zmieniono na Ludwika Waryńskiego; pozostaje ona w pamięci rodowitych mieszkańców.
Andrzej Kostusiak, lokalny pasjonat historii, poświęcił dzielnicy książkę Dlaczego Sobediany?

## Nazwa
Nazwa dzielnicy oraz dawna nazwa jej głównej ulicy pochodzi od Sabediany – legendarnej branki wojennej przywiezionej do miasta w 1877 przez feldmarszałka Aleksandra Bariatyńskiego, która miała mieszkać w Willi Aleksandria i popełnić tam samobójstwo. Od tego czasu jej duch miał być widywany przez mieszkańców pod mostem kolejowym nad Łupią.

## Charakter
Dzielnica leży w bezpośrednim sąsiedztwie linii kolejowej nr 1, która oddziela ją od centrum miasta. Sobediany skupione są wzdłuż południowego odcinka ul. Ludwika Waryńskiego oraz wschodniej części ul. Sierakowickiej; obie z tych ulic charakteryzują się zabudową głównie jednorodzinną, znajdują się tam również liczne nieużytki oraz grunty orne. W zachodniej części dzielnicy między ul. Waryńskiego a rzeką Łupią leżą grunty Instytutu Ogrodnictwa z Willą Aleksandria (pałacykiem Sabediany), który w 2018 roku został wystawiony na sprzedaż.